# Romano Pontifici Eligendo
Romano Pontifici Eligendo è stata la Costituzione apostolica che ha disciplinato l'elezione dei Papi, promulgata da papa Paolo VI il 1 ottobre 1975. Essa istituì un certo numero di riforme del processo di elezione dei Papi.

## Divieto di voto per i cardinali ultraottantenni
La riforma principale consistette nel formalizzare la già annunciata decisione del papa di vietare ai cardinali di età superiore ad ottanta anni di partecipare e di votare nelle elezioni dei papi. Il ragionamento alla base di ciò è che i conclavi hanno la tendenza ad essere intensi e stressanti; fino al 1996, i cardinali erano chiusi nel Palazzo Apostolico, costretti a vivere in camere approntate temporaneamente, condividendo alcuni servizi igienici. A volte, alcuni cardinali sono stati troppo malati per recarsi nella Cappella Sistina. La decisione di Paolo VI era di rilevare i cardinali più anziani dai loro obblighi cardinalizi.
Papa Giovanni Paolo II ha mantenuto queste regole nell'Universi Dominici Gregis.

## Restrizioni sui comportamenti del conclave
Furono imposte anche normative estremamente severe sulla condotta dei conclavi papali, compreso il requisito che le finestre della cappella Sistina fossero chiuse con delle assi durante il conclave. Molti cardinali si lamentarono del fatto che le restrizioni erano eccessive durante i due conclavi del 1978 e sono state successivamente abolite da papa Giovanni Paolo II nel 1996 nella sua Costituzione Apostolica Universi Dominici Gregis.

## Incoronazione
Quando papa Paolo VI revisionò i regolamenti che disciplinavano l'elezione dei papi, disse che aveva abbandonato l'uso di una tiara pontificia, ma egli non eliminò la menzione di un'incoronazione dei papi appena eletti. I suoi successori, i papi Giovanni Paolo I, Giovanni Paolo II e Benedetto XVI, che, una volta eletti, erano liberi di alterare o rinunciare a queste norme, hanno scelto di non essere incoronati, e quando nel 1996 papa Giovanni Paolo II rilasciò la sua Costituzione apostolica Universi Dominici Gregis, egli rimosse da tutti i regolamenti la menzione di un'incoronazione. Nella sua omelia inaugurale, Giovanni Paolo II ha detto:
Papa Giovanni Paolo I, il cui ricordo è così vivo nei nostri cuori, non ha voluto avere la tiara, né il suo successore desidera oggi. Questo non è il momento di tornare a una cerimonia e a un oggetto considerato, a torto, essere un simbolo del potere temporale dei Papi.
Il nostro tempo ci invita, ci spinge, ci obbliga a guardare il Signore e immergerci in umile e devota meditazione sul mistero della suprema potenza di Cristo stesso.»
L'incoronazione è stata definitivamente abolita da papa Benedetto XVI in seguito all'approvazione del nuovo Ordo rituum pro ministerii Petrini initio Romae episcopi (in italiano: Riti per l'inizio del ministero petrino del vescovo di Roma), approvato dal pontefice il giorno seguente la sua elezione, il 20 aprile 2005.